# Coppa delle Coppe 1973-1974
La Coppa delle Coppe 1973-1974 è stata la 14ª edizione della competizione calcistica europea Coppa delle Coppe UEFA. Come nelle altre coppe il governo albanese non permise sue partecipanti. Venne vinta dal Magdeburgo nella finale disputata contro il Milan.

## Sedicesimi di finale
| Squadra 1             | Totale | Squadra 2                | Andata | Ritorno |
| --------------------- | ------ | ------------------------ | ------ | ------- |
| Vasas                 | 0 - 3  | Sunderland               | 0 - 2  | 0 - 1   |
| Cardiff City          | 1 - 2  | Sporting Lisbona         | 0 - 0  | 1 - 2   |
| Anderlecht            | 3 - 3  | Zurigo                   | 3 - 2  | 0 - 1   |
| Pezoporikos Larnaca   | 0 - 11 | Malmö FF                 | 0 - 0  | 0 - 11  |
| Baník Ostrava         | 3 - 1  | Cork Hibernians          | 1 - 0  | 2 - 1   |
| NAC Breda             | 0 - 2  | Magdeburgo               | 0 - 0  | 0 - 2   |
| Beroe Stara Zagora    | 11 - 1 | Fola Esch                | 7 - 0  | 4 - 1   |
| Torpedo Mosca         | 0 - 2  | Athletic Bilbao          | 0 - 0  | 0 - 2   |
| Milan                 | 4 - 1  | Dinamo Zagabria          | 3 - 1  | 1 - 0   |
| Randers               | 1 - 2  | Rapid Vienna             | 0 - 0  | 1 - 2   |
| Lahden Reipas         | 0 - 2  | Olympique Lione          | 0 - 0  | 0 - 2   |
| Legia Varsavia        | 1 - 2  | Paok Salonicco           | 1 - 1  | 0 - 1   |
| Gżira United          | 0 - 9  | Brann                    | 0 - 2  | 0 - 7   |
| Chimia Rimnicu Vilcea | 2 - 4  | Glentoran                | 2 - 2  | 0 - 2   |
| ÍB Vestmannaeyja      | 1 - 16 | Borussia Mönchengladbach | 0 - 7  | 1 - 9   |
| Ankaragücü            | 0 - 6  | Rangers Glasgow          | 0 - 2  | 0 - 4   |

## Ottavi di finale
| Squadra 1                | Totale | Squadra 2        | Andata | Ritorno |
| ------------------------ | ------ | ---------------- | ------ | ------- |
| Sunderland               | 2 - 3  | Sporting Lisbona | 2 - 1  | 0 - 2   |
| Zurigo                   | 1 - 1  | Malmö FF         | 0 - 0  | 1 - 1   |
| Baník Ostrava            | 2 - 3  | Magdeburgo       | 2 - 0  | 0 - 3   |
| Beroe Stara Zagora       | 3 - 1  | Athletic Bilbao  | 3 - 0  | 0 - 1   |
| Milan                    | 2 - 0  | Rapid Vienna     | 0 - 0  | 2 - 0   |
| Olympique Lione          | 3 - 7  | Paok Salonicco   | 3 - 3  | 0 - 4   |
| Brann                    | 2 - 4  | Glentoran        | 1 - 1  | 1 - 3   |
| Borussia Mönchengladbach | 5 - 3  | Rangers Glasgow  | 3 - 0  | 2 - 3   |

## Quarti di finale
| Squadra 1        | Totale | Squadra 2                | Andata | Ritorno |
| ---------------- | ------ | ------------------------ | ------ | ------- |
| Sporting Lisbona | 4 - 1  | Zurigo                   | 3 - 0  | 1 - 1   |
| Magdeburgo       | 3 - 1  | Beroe Stara Zagora       | 2 - 0  | 1 - 1   |
| Milan            | 5 - 2  | Paok Salonicco           | 3 - 0  | 2 - 2   |
| Glentoran        | 0 - 7  | Borussia Mönchengladbach | 0 - 2  | 0 - 5   |

## Semifinali
| Squadra 1        | Totale | Squadra 2                | Andata | Ritorno |
| ---------------- | ------ | ------------------------ | ------ | ------- |
| Sporting Lisbona | 2 - 3  | Magdeburgo               | 1 - 1  | 1 - 2   |
| Milan            | 2 - 1  | Borussia Mönchengladbach | 2 - 0  | 0 - 1   |

## Finale
| Arbitro: | Arie van Gemert |

|                             |           |  |
| Lanzi 42’ (aut.) Seguin 74’ | Marcatori |  |

| 1. FC Magdeburg | A.C. Milan |

|              |  |                   |  |
|              |  |                   |  |
| P            |  | Ulrich Schulze    |  |
| D            |  | Detlef Enge       |  |
| D            |  | Manfred Zapf      |  |
| D            |  | Wolfgang Abraham  |  |
| D            |  | Helmut Gaube      |  |
| C            |  | Jürgen Pommerenke |  |
| C            |  | Wolfgang Seguin   |  |
| C            |  | Axel Tyll         |  |
| A            |  | Detlef Raugust    |  |
| A            |  | Jürgen Sparwasser |  |
| A            |  | Martin Hoffmann   |  |
|              |  |                   |  |
|              |  |                   |  |
| Allenatore:  |  |                   |  |
| Heinz Krügel |  |                   |  |

|                     |  |                         |  |     |
|                     |  |                         |  |     |
| P                   |  | Pier Luigi Pizzaballa   |  |     |
| D                   |  | Giuseppe Sabadini       |  |     |
| D                   |  | Angelo Anquilletti      |  |     |
| D                   |  | Enrico Lanzi            |  |     |
| D                   |  | Karl-Heinz Schnellinger |  |     |
| C                   |  | Romeo Benetti           |  |     |
| C                   |  | Aldo Maldera            |  |     |
| C                   |  | Gianni Rivera           |  |     |
| A                   |  | Carlo Tresoldi          |  |     |
| A                   |  | Alberto Bigon           |  |     |
| A                   |  | Franco Bergamaschi      |  | 60’ |
| Sostituzioni:       |  |                         |  |     |
| A                   |  | Alessandro Turini       |  | 60’ |
| Allenatore:         |  |                         |  |     |
| Giovanni Trapattoni |  |                         |  |     |

## Controversie

Maldera in contrasto su Wimmer; tra di loro Bianchi. Scatto durante la partita Milan-Borussia Mönchengladbach 2-0, semifinale di Coppa delle Coppe, 10 aprile 1974.

Nel 1974 Il giornale inglese Sunday Times accusò il Milan di aver corrotto gli arbitri delle semifinali del torneo contro il Borussia Mönchengladbach nell'ambito dell'inchiesta sul calcio europeo condotta dal giornalista inglese Brian Glanville in cui vengono coinvolte squadre italiane, spagnole, tedesche e inglesi. Tali accuse, però, non vennero mai confermate in un tribunale sportivo.